# Звольський Віктор Альфонсович
Віктор Альфонсович Звольський (нар. 13 листопада 1950, Красноперекопськ) — український художник-графік, член Національної спілки художників України, викладач.
Народився 13 листопада 1950 року, у місті Красноперекопськ Кримської області. Закінчив Харківський художньо-промисловий інститут (1981). Педагог з фаху — Володимир Ненадо.
Основні твори: «Війна» (1982), «Золото скіфів» (1982), «Курган» (1982), «Бійка» (1986), «Прощання слов'янки» (1997).
Член Харківської обласної Спілки художників України з 1987. Учасник всеукраїнських, всесоюзних і міжнародних виставок з 1981. Персональна виставка: Харків — 1997. Працює в Харківському художньо-промисловому інституті, завідувач лабораторією, викладач.